# François de Lachaise
François d’Aix de Lachaise (ur. 25 sierpnia 1624, zm. 20 stycznia 1709 w Paryżu), nazywany Père Lachaise (ojciec Lachaise) – jezuita francuski.
Po odbyciu studiów w kolegiach jezuickich w Lyonie i Rohan, wstąpił do tegoż zakonu i został następnie prowincjałem. Powołany w 1675 przez Ludwika XIV na spowiednika, sprawował te obowiązki aż do śmierci, kiedy zastąpił go ojciec Le Tellier. Brał udział we wszystkich ważniejszych sprawach swoich czasów, a więc: w ogłoszeniu wolności kościoła galikańskiego, w odwołaniu edyktu nantejskiego, w prześladowaniu jansenistów, w poślubieniu panii Maintenon przez króla, itd. Zawsze działał na korzyść swego zakonu.
Louis de Rouvroy, książę de Saint-Simon uważał go za przykład żarliwego duchownego, lecz tolerancyjnego i niefanatycznego. Markiza de Maintenon nie znosiła go, ponieważ nie poddawał się jej wpływom. Pod koniec życia często prosił króla o zwolnienie, ale bez rezultatu. Uważa się, że był na dworze osobą bardzo wpływową. Napisał kilka dzieł, z których najważniejsze to Kurs filozofii (2 tomy, Lyon, 1661).
Ogrody podarowanej mu przez króla willi, zwanej Mont-Louis, zostały w 1804 zamienione na cmentarz, nazwany od jego imienia Père-Lachaise, najpiękniejszy i najsławniejszy cmentarz Paryża.